# Doubles

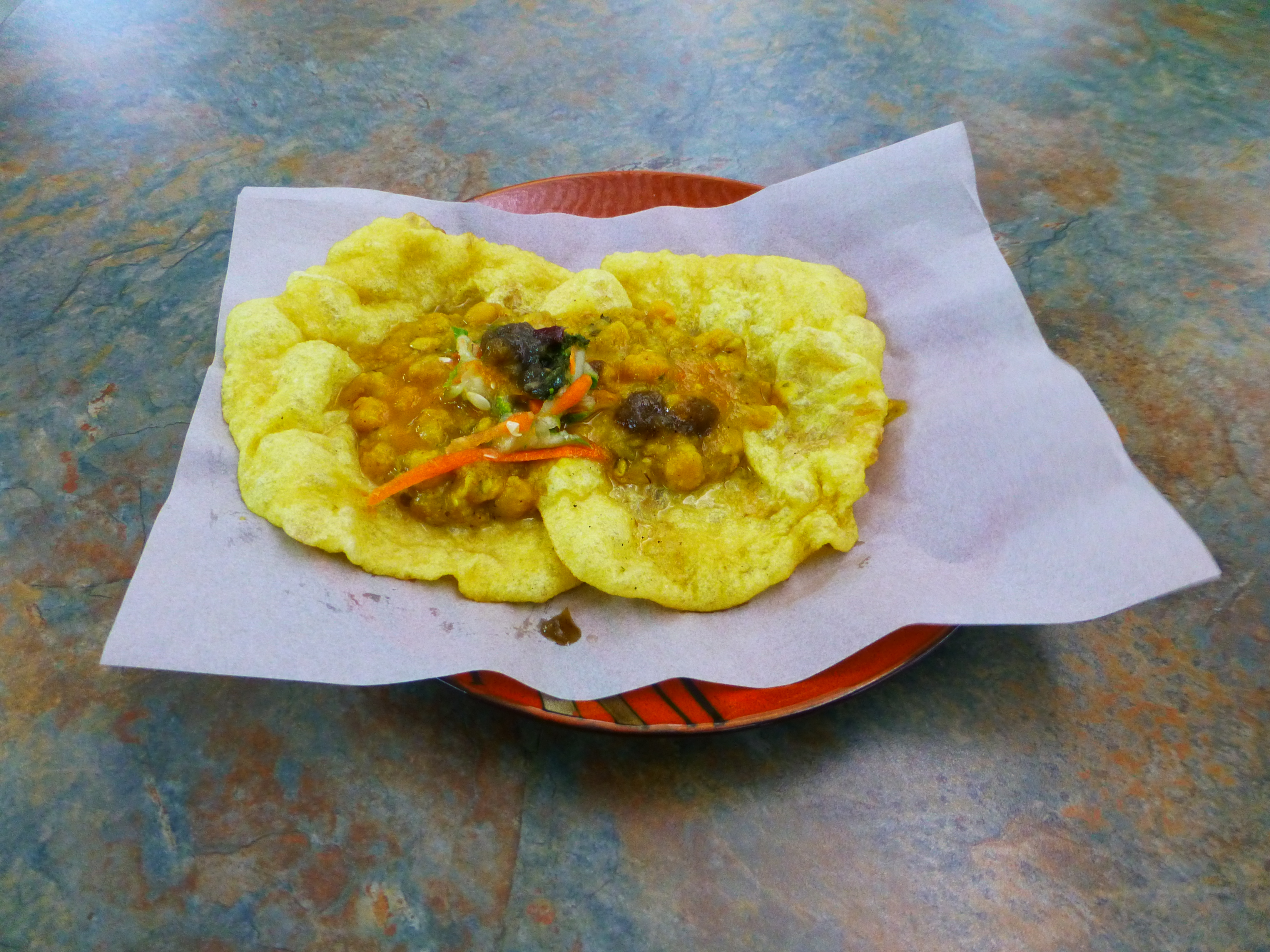
Doubles

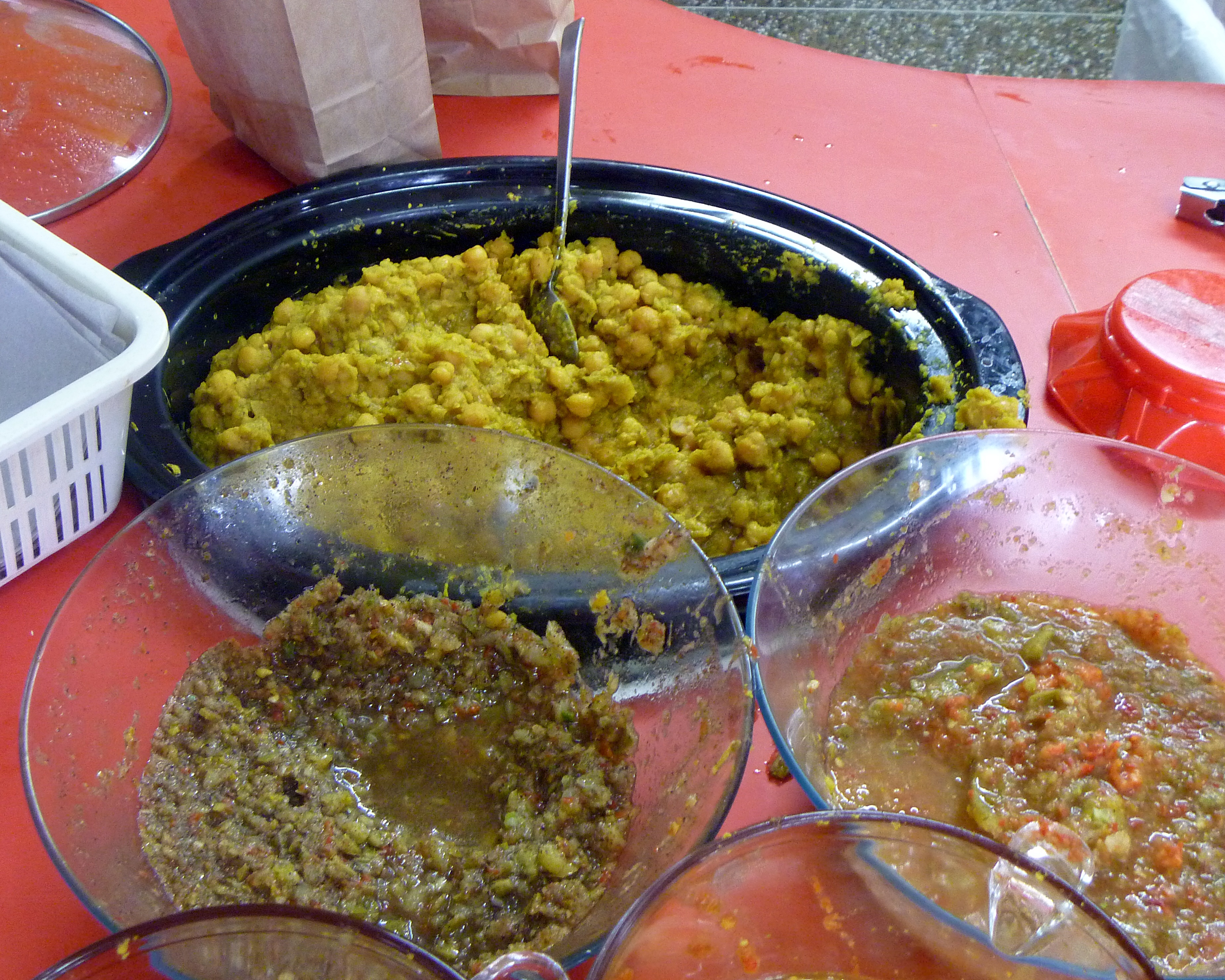
Kichererbsencurry und Chutneys

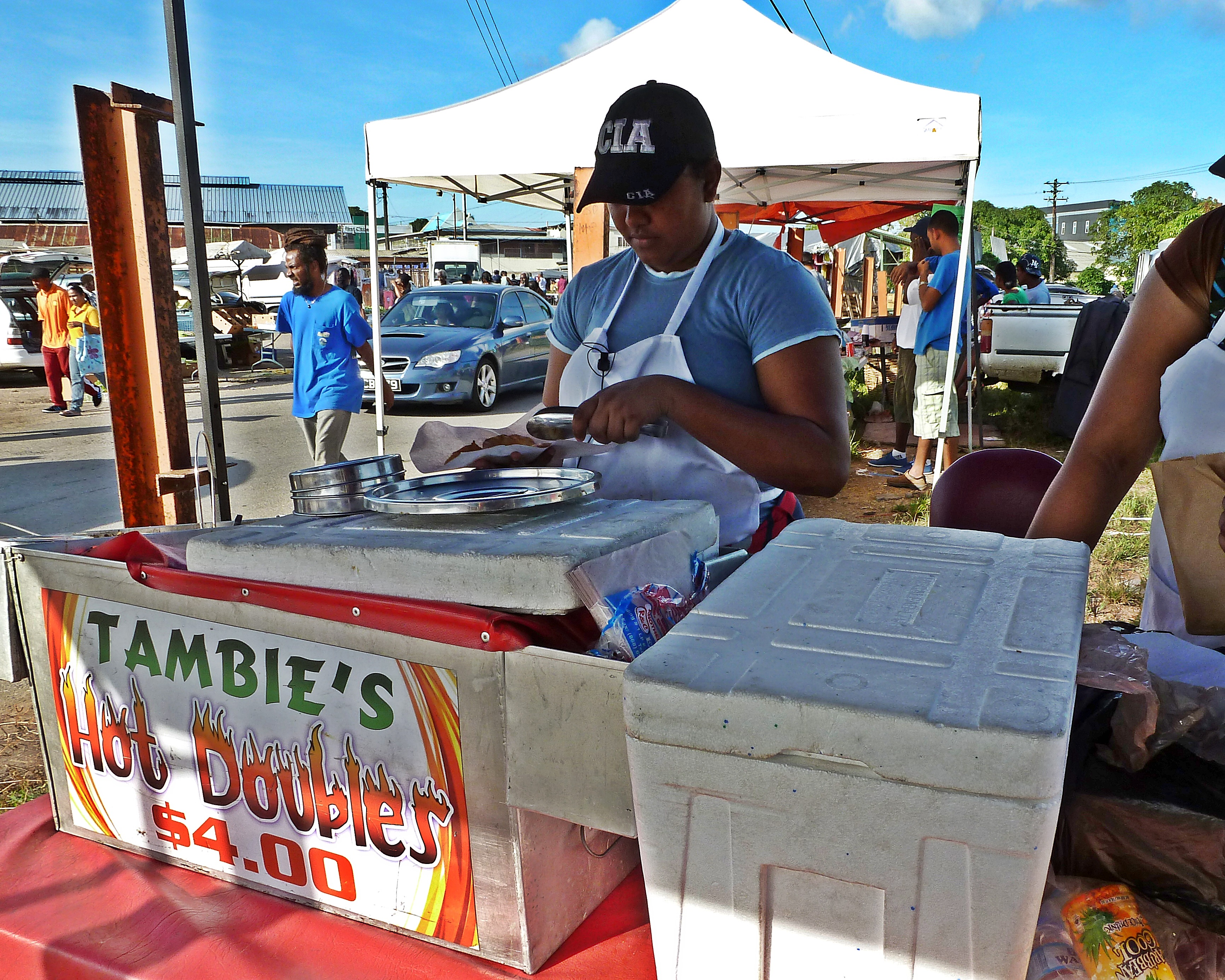
Doubles-Stand in Marabella (San Fernando)

Ein Doubles ist ein veganes Imbissgericht der trinidadischen Küche. Es besteht aus zwei kleinen, frittierten Fladenbroten, auf die ein Kichererbsencurry und ein oder mehrere Chutneys gegeben werden. Das Doubles ist ein klassisches trinidadisches Frühstück, das unterwegs gekauft und verzehrt wird. Es ist aber auch zwischendurch ein beliebter Snack. Zwar haben Schnellrestaurants das Gericht in ihr Angebot aufgenommen; die klassische Verkaufsstätte ist aber ein oft mobiler Stand an belebten Punkten einer Stadt. Serviert wird das Doubles an diesen auf einem Blatt Pergamentpapier.

## Bestandteile und Zubereitung
Die Fladenbrote, bara genannt, bestehen aus Mehl, Wasser, Backpulver, Salz und Kurkuma. Für das Kichererbsencurry (channa) gibt es kein festes Rezept, auch bei den Chutneys sind der Fantasie keine Grenzen gesetzt. In der Regel wird mit Chilisauce nachgewürzt, häufig mit Mangostückchen oder Kuchela, einem würzigen Mangorelish, abgerundet. An Stelle der Zugabe eines zweiten Fladenbrotes wird ein Doubles heutzutage auch häufig in ein einzelnes und dafür größeres Fladenbrot eingeschlagen.
Nordindische Einwanderer brachten das Rezept für Chole Bhature (auch: Channa Bhatura) nach Trinidad, herzhaft gewürzte Kichererbsen mit Bhatura. Im Laufe der Zeit wurde das Gericht durch Verwendung einheimischer Gewürze „trinidadisiert“. 1936 entwickelte der in Piparo in Princes Town geborene Emamool „Mamoodeen“ Deen (* 1917, † 1979) das Gericht zu einem Snack weiter, indem er das zuvor als Beilage gereichte Fladenbrot zur Verpackung umfunktionierte.
Im Vergleich zu anderen Imbissgerichten, die aus einem gefüllten Fladenbrot bestehen (zum Beispiel Taco, Schawarma, Bake and Shark), ist das Doubles wegen des hohen Flüssigkeitsgehalts des Kichererbsencurrys recht feucht und damit schwer zu essen. Geübte Esser verwenden das Fladenbrot wie in der äthiopischen Küche als Besteckersatz und löffeln damit das Curry aus.

## Rezeption
2011 veröffentlichte der trinidadische Filmemacher Ian Harnarine einen Kurzfilm namens Doubles with Slight Pepper, der auf mehreren kanadischen Filmfestivals prämiert wurde und in dem einer der Protagonisten sein Geld mit dem Verkauf von Doubles verdient.
Vom 2. auf den 3. März 2012 fand im trinidadischen Parlament im Rahmen eines Misstrauensantrags der Opposition gegen Premierministerin Kamla Persad-Bissessar die mit 27 Stunden längste Debatte des trinidadischen Parlaments statt; als Verpflegung orderten die Abgeordneten Doubles.
Von einem in London ansässigen Exiltrinidadier 2019 ins Leben gerufen wird in Trinidad und in der trinidadischen Diaspora jährlich am 30. Mai der „International Doubles Day“ begangen.